# Bisingen
Bisingen település Németországban, azon belül Baden-Württembergben. Lakosainak száma 9848 fő (2023. december 31.). Bisingen Balingen, Albstadt, Grosselfingen és Hechingen községekkel határos.

## Népesség
A település népessége az elmúlt években az alábbi módon változott:
| Lakosok száma | 6879 | 9232 | 9423 | 9423 | 9751 | 9844 | 9848 |
|               | 1975 | 2006 | 2017 | 2019 | 2021 | 2022 | 2023 |